# Jean-Jacques Hueber
 (novembre 2020).
Si vous disposez d'ouvrages ou d'articles de référence ou si vous connaissez des sites web de qualité traitant du thème abordé ici, merci de compléter l'article en donnant les références utiles à sa vérifiabilité et en les liant à la section « Notes et références ».
Pour les articles homonymes, voir Hueber.
Jean-Jacques Hueber, né en 1920 à Strasbourg (Bas-Rhin) et mort dans cette même ville en 1993, est un peintre français. Il est le neveu du peintre Luc Hueber qui est à l'origine du choix de sa carrière et qui l'initia aux secrets de la peinture.

## Biographie
Jean-Jacques Hueber nait le 26 février 1920 à Strasbourg (Bas-Rhin), il est le fils d'Edmond Hueber (1893-1963), inspecteur à l'Hôpital civil de Strasbourg et de Marcelle Bernhard (1893-1971).
Élève du lycée Kléber, il suit, dès 1937, des cours d'"Illustration" à l'École des Arts décoratifs de Strasbourg, avec comme professeurs Henri Solveen, Émile Schneider et René Allenbach.
En 1939, lors de l'évacuation de Strasbourg, Jean-Jacques Hueber s'inscrit à l'École des Beaux Arts de Bordeaux. Mobilisé en 1940, il est aussitôt fait prisonnier. À sa libération, il s'installe à Munich où il suit les cours à l'Académie des Beaux Arts. De retour en Alsace, il s'engage volontaire dans la Deuxième Division Blindée avec laquelle il fait la campagne d'Allemagne.
Après la guerre, en 1945, Jean-Jacques Hueber est élu membre de l'AIDA, l'association des Artistes Indépendants d'Alsace, et présente sa première exposition à la "Librairie de la Mésange" à Strasbourg. Puis il part pour Paris s'inscrire aux cours d'Othon Friesz et de Mac-Avoy à l'Académie de la Grande Chaumière. C'est là qu'il se libère de l'influence de son oncle, mais il continue à partager avec ce dernier la manière vigoureuse du coloris.
En 1949, de retour à Strasbourg, il épouse Marie-Anne Schall, elle-même sœur du peintre Richard Schall, un autre jeune artiste strasbourgeois prometteur.
Jean-Jacques Hueber manifeste à ses débuts une prédilection pour les natures mortes et les intérieurs, mais dans les années 1960, il va se laisser séduire par l'abstraction ; c'est à cette époque qu'il fonde, avec André Bricka, Camille Claus, Rojer Cochard, Alfred Edel, Louis Fritsch, Joseph Gass, Jean Henninger, Camille Hirtz, Émile Stoll, Fred Tinsel, Louis Wagner, comme lui professeurs à l'École des Arts décoratifs de Strasbourg, le groupe de l'Œuf, qui durant dix années va enchanter le public strasbourgeois.
Très lié à son ami et mentor Robert Heitz, qui fut en Alsace l'un des premiers surréalistes, Jean-Jacques Hueber aborde l'aventure du surréalisme, style auquel il restera fidèle pour le reste de sa carrière, même si lors de sa dernière exposition, en novembre 1992, il semblait vouloir amorcer un nouveau tournant vers le non figuratif.
Le 29 juillet 1993, Jean-Jacques Hueber décède des suites d'une maladie fulgurante.

## Expositions

### Expositions individuelles
- 1946, Librairie de la Mésange, Strasbourg,
- 1947, Maison d'Art Alsacienne (rue Brûlée), Strasbourg,
- 1950, Maison d'Art Alsacienne (rue Brûlée), Strasbourg,
- 1952, Maison d'Art Alsacienne (rue Brûlée), Strasbourg,
- 1954, Galerie Huffel, Colmar,
- 1957, En son atelier, Strasbourg,
- 1961, Maison d'Art Alsacienne (rue Brûlée), Strasbourg,
- 1963, Galerie Landwerlin, Strasbourg,
- 1969, Maison d'Art Alsacienne (Ancienne Douane), Strasbourg,
- 1970, Galerie Kennedy, Mulhouse,
- 1971, Maison d'Art Alsacienne (Ancienne Douane), Strasbourg,
- 1973, Maison d'Art Alsacienne (Ancienne Douane), Strasbourg,
- 1974, Dresdner Bank, Rastatt,
- 1976, Galerie Gangloff, Mulhouse,
- 1976, Maison d'Art Alsacienne (Ancienne Douane), Strasbourg,
- 1979, Maison d'Art Alsacienne (Ancienne Douane), Strasbourg,
- 1981, Maison d'Art Alsacienne (Ancienne Douane), Strasbourg,
- 1984, Maison d'Art Alsacienne (Ancienne Douane), Strasbourg,
- 1985, Galerie Gangloff, Mulhouse,
- 1986, Maison d'Art Alsacienne (Ancienne Douane), Strasbourg,
- 1989,Maison d'Art Alsacienne (Ancienne Douane), Strasbourg,
- 1990, Maison d'Art Alsacienne (Ancienne Douane), Strasbourg,
- 1992, Maison d'Art Alsacienne (Ancienne Douane), Strasbourg,
- 1994, Maison d'Art Alsacienne (Ancienne Douane), Strasbourg,
- 1998, Galerie Aktuaryus, Strasbourg.

### Expositions de groupe
- 1945, "Jeunes peintres et sculpteurs de l'AIDA", Maison d'Art Alsacienne (rue Brûlée), Strasbourg,
- 1946, "Le Salon de l'Issue", Grandes Galeries, Strasbourg,
- 1947, AIDA "Petits formats", Maison d'Art Alsacienne (rue Brûlée), Strasbourg,
- 1948, "Jean-Jacques Hueber et Roger Romann", Maison d'Art Alsacienne (rue Brûlée), Strasbourg,
- 1948, "Quelques artistes de la jeune peinture alsacienne", Galerie Aktuaryus, Strasbourg,
- 1959, "Le Salon de l'Œuf", Maison d'Art Alsacienne (rue Brûlée), Strasbourg,
- 1960, "Le Salon de l'Œuf", Maison d'Art Alsacienne (rue Brûlée), Strasbourg,
- 1961, "Le Groupe de l'Œuf", Maison d'Art Alsacienne (rue Brûlée), Strasbourg,
- 1961, "Junge Kunst im Elsass", Galerie Schumacher, Munich,
- 1961, "Zeitgenössiche Strassburger Kunstler", Stadtmuseum, Ludwigshafen,
- 1962, "Le Groupe de l'Œuf", Maison d'Art Alsacienne (rue Brûlée), Strasbourg,
- 1963, "Le Groupe de l'Œuf", Maison d'Art Alsacienne (rue Brûlée), Strasbourg,
- 1964, "Le Groupe de l'Œuf", Maison d'Art Alsacienne (rue Brûlée), Strasbourg,
- 1965, "Künstlergruppe l'Œuf", Schwarzwaldhalle, Karlsruhe,
- 1966, "Le Groupe de l'Œuf", Galerie Wyler, Mulhouse,
- 1966, "Surréalistes strasbourgeois" Maison d'Art Alsacienne (Ancienne Douane), Strasbourg,
- 1967, "Fünf Strasburger Künstler", Bad Bergzabern,
- 1968, "Le Groupe de l'Œuf", Maison d'Art Alsacienne (Ancienne Douane), Strasbourg,
- 1970, "Hommage au Fantastique", Maison d'Art Alsacienne (Ancienne Douane), Strasbourg,
- 1972, "Artistes Alsaciens", Pavillon Joséphine, Strasbourg,
- 1977, AIDA, Maison d'Art Alsacienne (Ancienne Douane), Strasbourg,
- 1979, "l'Art en Alsace", Sandoz, Bâle,
- 1989, "La Révolution française vue par les artistes de l'AIDA", Maison d'Art Alsacienne (Ancienne Douane), Strasbourg,
- 1990, AIDA, Maison d'Art Alsacienne (Ancienne Douane), Strasbourg,

## Œuvres
De nombreuses toiles ont été acquises par l'État français et par le Land Rheinland Pfalz.
Jean-Jacques Hueber a également réalisé des décorations murales dans divers bâtiments publics, à Strasbourg (la CRAV, la clinique chirurgicale aux HUS, l'école Branly, le groupe scolaire Jacques Sturm) et à Mulhouse (la fondation Wallach)...

## Distinctions
Chevalier de l'Ordre des Arts et des Lettres. - 1979.